# Antoine Adelisse
Antoine Adelisse (ur. 10 czerwca 1996 w Nantes) – francuski narciarz dowolny, specjalizujący się w slopestyle'u i big air.

## Kariera
Po raz pierwszy na arenie międzynarodowej pojawił się 29 grudnia 2010 roku w La Toussuire, gdzie w zawodach FIS Race nie ukończył rywalizacji w jeździe po muldach. W 2012 roku wystartował na mistrzostwach świata juniorów w Chiesa in Valmalenco, gdzie zajął dwunaste miejsce w halfpipe'ie, a w slopestyle'u był czternasty. Rok później zajął piąte miejsce w slopestyle'u podczas kolejnych mistrzostw świata juniorów w Chiesa in Valmalenco. W zawodach Pucharu Świata zadebiutował 25 lutego 2012 roku w Jyväskylä, zajmując 39. miejsce w slopestyle'u. Pierwsze pucharowe punkty zdobył 8 lutego 2013 roku w Silvaplanie, gdzie był trzynasty w tej samej konkurencji. Na podium zawodów tego cyklu po raz pierwszy stanął 25 marca 2017 roku w Voss, kończąc rywalizację w big air na drugiej pozycji. W zawodach tych uplasował się między dwoma Norwegami: Birkiem Ruudem i Felixem Stridsbergiem-Usterudem. Najlepsze wyniki osiągnął w sezonie 2019/2020, kiedy zajął 23. pozycję w klasyfikacji generalnej, a w klasyfikacji big air był trzeci. W 2017 roku wystartował na mistrzostwach świata w Sierra Nevada, zajmując piąte miejsce w slopestyle'u.
W styczniu 2021 roku zdobył srebrny medal w big air podczas Winter X Games 25.

## Osiągnięcia

### Igrzyska olimpijskie
| Miejsce | Dzień     | Rok  | Miejscowość | Konkurencja | Zwycięzca        |
| ------- | --------- | ---- | ----------- | ----------- | ---------------- |
| 27.     | 13 lutego | 2014 | Soczi       | Slopestyle  | Joss Christensen |
| 30.     | 18 lutego | 2018 | Pjongczang  | Slopestyle  | Øystein Bråten   |
| 15.     | 9 lutego  | 2022 | Pekin       | Big air     | Birk Ruud        |
| DNS     | 16 lutego | 2022 | Pekin       | Slopestyle  | Alexander Hall   |

### Mistrzostwa świata
| Miejsce | Dzień       | Rok  | Miejscowość   | Konkurencja | Zwycięzca        |
| ------- | ----------- | ---- | ------------- | ----------- | ---------------- |
| 5.      | 9 marca     | 2013 | Voss          | Slopestyle  | Thomas Wallisch  |
| 22.     | 21 stycznia | 2015 | Kreischberg   | Slopestyle  | Fabian Bösch     |
| 5.      | 19 marca    | 2017 | Sierra Nevada | Slopestyle  | McRae Williams   |
| 24.     | 2 lutego    | 2019 | Park City     | Big Air     | Fabian Bösch     |
| 43.     | 6 lutego    | 2019 | Park City     | Slopestyle  | James Woods      |
| 12.     | 13 marca    | 2021 | Aspen         | Slopestyle  | Andri Ragettli   |
| 11.     | 16 marca    | 2021 | Aspen         | Bir Air     | Oliwer Magnusson |

### Puchar Świata

#### Miejsca w klasyfikacji generalnej
- sezon 2012/2013: 191.
- sezon 2013/2014: 154.
- sezon 2014/2015: 105.
- sezon 2016/2017: 32.
- sezon 2017/2018: 64.
- sezon 2018/2019: 163.
- sezon 2019/2020: 23.

Od sezonu 2020/2021 klasyfikacja generalna została zastąpiona przez klasyfikację Park & Pipe (OPP), łączącą slopestyle, halfpipe oraz big air.
- sezon 2020/2021: 8.
- sezon 2021/2022: 33.

#### Miejsca na podium w zawodach
1. Voss – 25 marca 2017 (big air) – 2. miejsce
2. Atlanta – 21 grudnia 2019 (big air) – 2. miejsce
3. Deštné v Orlických horách – 29 lutego 2020 (big air) – 1. miejsce
4. Kreischberg – 8 stycznia 2021 (big air) – 2. miejsce
5. Steamboat Springs – 4 grudnia 2021 (big air) – 3. miejsce